# 藤原恵子
藤原 恵子（ふじわら けいこ、1984年7月29日 - ）は、ラジオパーソナリティである。J-WAVEでラジオパーソナリティ（ナビゲーター）としてデビュー。株式会社FM BIRDのオーディション、同ラジオDJセミナーを修了し、同社在籍し活動。
環境問題に関心を持ち、自ら取材しコラムを執筆するなど、市民ジャーナリストとしても活動中。幼少より10年以上をタイのバンコクで生活し帰国。日本での大学生時代にオーストラリアに留学。オーストラリアではラジオDJとしても活躍し、人気を博す。趣味は創作タイ風料理、手相研究、占星術。学習院女子大学国際交流学部国際コミュニケーション学科卒業。一児の母。

## 来歴・人物
東京都江戸川区出身。
2011年の東日本大震災の際に、避難所で聞いたラジオをきっかけとして日本でのラジオDJを再開することを決意、現在の所属事務所であるエフエムバードのオーディションに合格、在籍となった。幼少より10年以上バンコクで生活。また留学先のオーストラリアでは、地元ラジオ局で生放送パーソナリティを務めていた。また学生時代は演劇部で演劇の勉強と活動をしていた。学習院女子大学国際交流学部国際コミュニケーション学科卒業。座右の銘は「サバーイ、サバーイ」。

## 出演

### 現在

#### ラジオ
- I A.M. （J-WAVE 平日帯 月～木 2012年10月1日 - 2015年3月31日)
- GOOD DAY（FM-FUJI、木曜担当、2019年4月4日 - ）
- KIKI-TABI〜2 Thousand Miles〜（ジャパンエフエムネットワーク、旅人として不定期出演、2017年7月 - ）

#### 店内放送
- アカチャンホンポ「スマイル育児ラジオ」（2015年3月[5] - ）
- ミュゼプラチナム「MUSEE Music Channel」（2015年4月[6] - ）

#### ナレーション
- じっくり聞いタロウ〜スター近況（秘）報告〜（テレビ東京）

### 過去

#### ラジオ
- PORT COUNTDOWN 40（FM PORT、島村仁のピンチヒッター、2018年5月13日[7]、2018年9月9日）
- GOOD DAY（FM-FUJI 金曜担当、2017年4月7日-2019年3月29日
- EVENING RUSH（FM-FUJI、水曜担当、2016年4月6日 - 2017年3月29日）
- PUMP UP RADIO（FM-FUJI、水曜担当、2015年4月1日 - 2016年3月30日）
- I A.M.（J-WAVE、2012年10月1日 - 2015年3月31日）

#### ナレーション
- 高田純次のセカイぷらぷら（BS12 トゥエルビ、2016年4月 - 2017年3月[8]）

#### コラム
- ケイコのエコゴコロ - コラム執筆とポッドキャストによるインタビュー（iGreen）